# Alliance (bijou)
Pour les articles homonymes, voir alliance.
 (octobre 2013).
Si vous disposez d'ouvrages ou d'articles de référence ou si vous connaissez des sites web de qualité traitant du thème abordé ici, merci de compléter l'article en donnant les références utiles à sa vérifiabilité et en les liant à la section « Notes et références ».

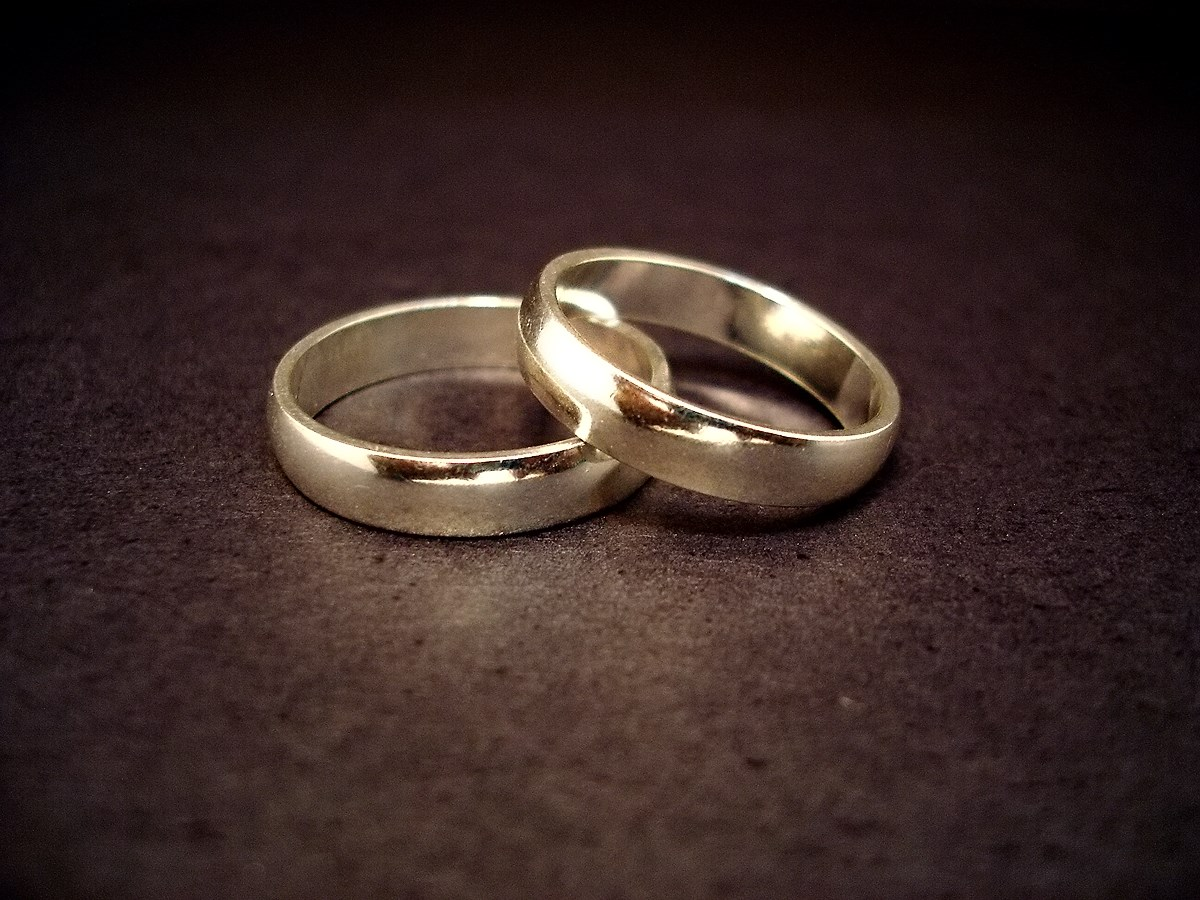
Alliances.

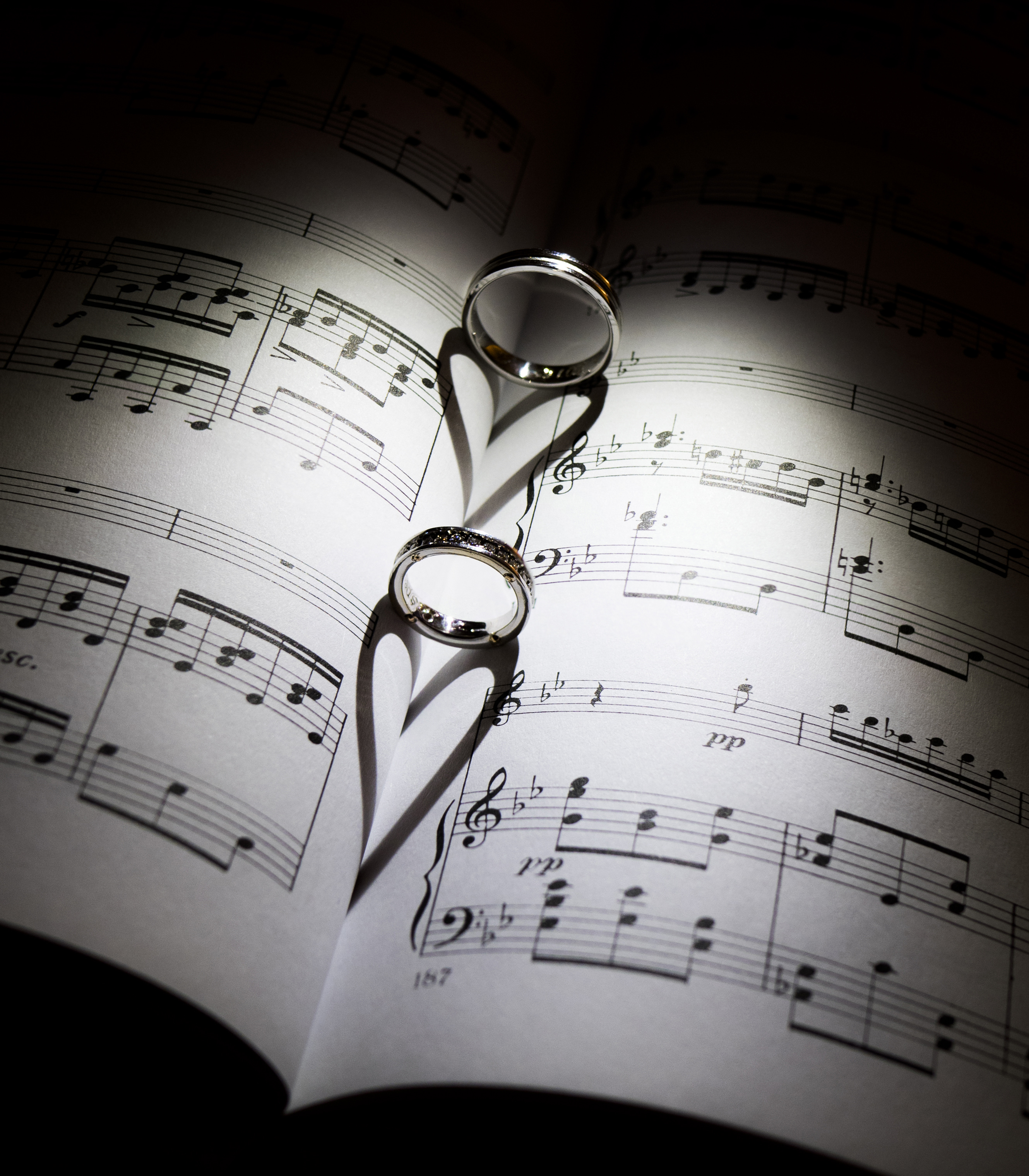
Deux alliances dessinant des cœurs dans une partition de musique.

Une alliance désigne, par métonymie, une bague de platine, d’or ou d’argent, symbole de l’union contractée par le mariage de deux personnes (leur alliance). On dit aussi : anneau de mariage.
Selon la culture l'Alliance est portée à l'annulaire gauche (notamment en France et dans la plupart des pays européens) ou à l'annulaire droit (par exemple en Allemagne) ; l'alliance est d'ailleurs à l’origine du nom de ce doigt dans plusieurs langues : c'est le doigt qui porte l'anneau, donc l'annulaire.
Beaucoup de gens portent leurs anneaux de mariage jour et nuit. Marquant la peau au fil des années, sa trace reste ainsi visible même après l'avoir enlevée.

## Histoire

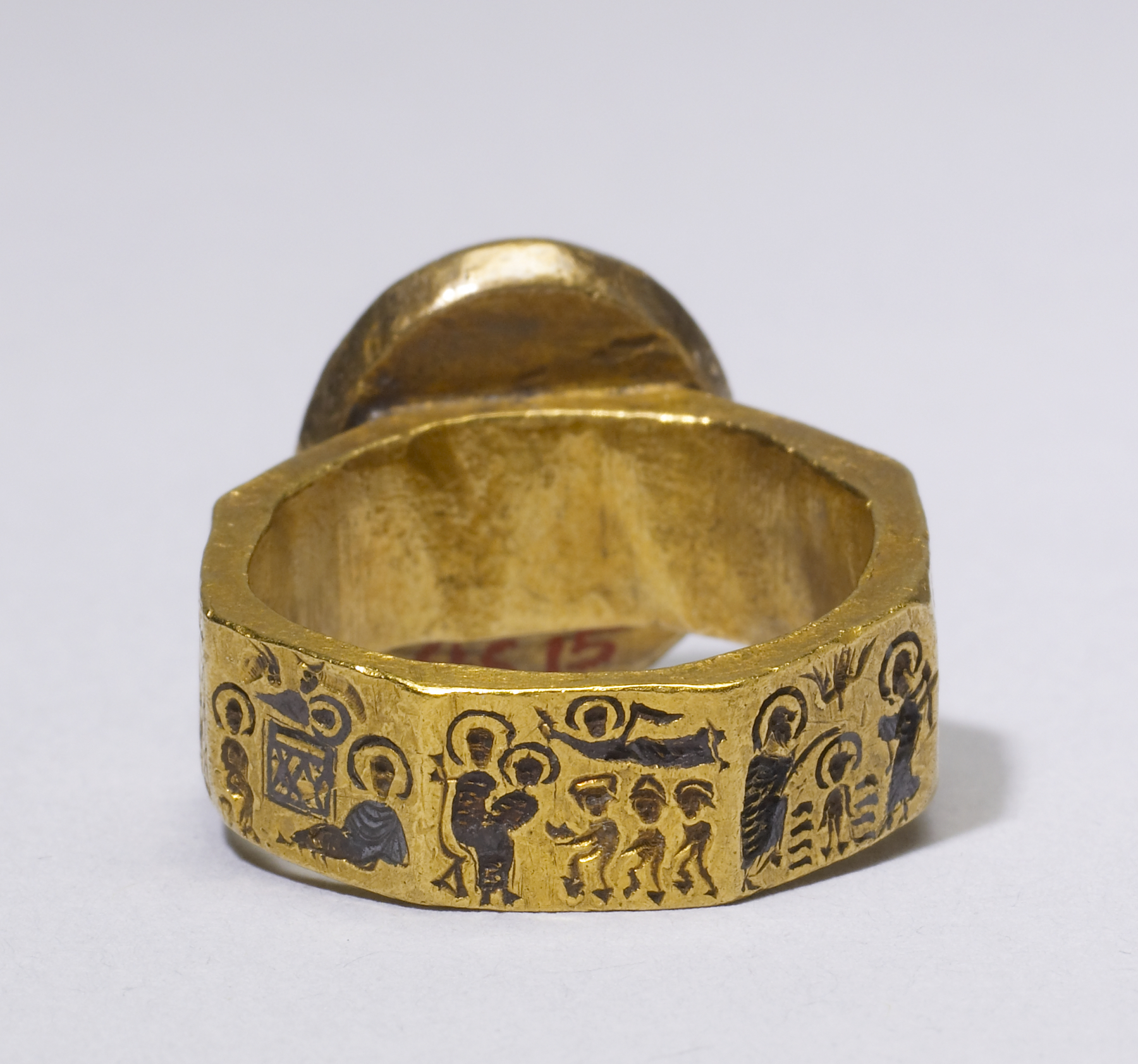
Alliance byzantine avec scènes de la vie du Christ (VIe siècle).

On trouve les premiers exemples connus de bagues de mariage, datant de 6 000 ans, en Égypte antique, des anneaux de chanvre ou de roseau tressés et échangés entre mariés. Les Égyptiens voyaient dans le cercle un symbole d'éternité, l'anneau signifie ainsi un amour éternel. Le fait de porter la bague de mariage à l'annulaire de la main gauche, apparaît au IIIe siècle av. J.-C. chez les Égyptiens qui croyaient qu'une veine reliait ce doigt directement au cœur, la vena amoris.
La tradition occidentale des bagues de mariage (simples anneaux de fer) remonte à la Grèce puis la Rome antique. Considérées comme gages de fidélité, elles sont aussi associées à la dot. L'Europe chrétienne en garde l'usage au Moyen Âge. À l'époque, l'anneau de mariage symbolisait un échange d'objets de valeur au moment du mariage, plutôt qu'un symbole d'amour et de dévotion éternels. Selon l'édition de 1549 du Livre de la prière commune, après les mots « Je t'épouse avec cet anneau » suivent les mots « Je te donne cet or et cet argent », le marié étant alors censé remettre à la mariée une bourse en cuir remplie de pièces d'or et d'argent.
Selon les époques et les pays, on porte l'anneau de mariage (ou de fiançailles) à la main droite, à la main gauche, à l'annulaire et même au pouce. Au Moyen Âge, l'alliance est portée de préférence à la main droite. C'est seulement à partir du XVIe et XVIIe siècles qu'elle est portée à la main gauche en France, au Royaume-Uni, et d’autres pays par la suite. En Espagne (sauf en Catalogne), Grèce, Hongrie, Mexique, Pologne ou en Russie, elle se porte encore à l'annulaire droit. Dans les pays nordiques elle est à la main gauche, mais en Norvège, Autriche et en Allemagne, on porte plutôt l'alliance à l'annulaire droit. Aux Pays-Bas, les catholiques portent l'alliance à la main gauche et les protestants à la main droite.
L'échange des anneaux apparaît au XIXe siècle. Jusque-là, il n'y avait le plus souvent qu'un seul anneau de mariage, celui que l'homme mettait au doigt de son épouse. Il s'agit probablement d'une évolution de la symbolique associée aux anneaux de mariage (d'un lien d'appartenance de la femme à l'homme vers un gage de fidélité mutuelle).
Au fil des années, l'alliance est devenue un objet de mode, ce qui fait que de saison en saison, elle change de style. Jusqu'au début des années 2000, l'alliance était fine (deux millimètres de largeur), depuis 2000, elle est généralement beaucoup plus large (plus de cinq millimètres). De même, elle est passée de la couleur unique (or jaune, or blanc, platine ou argent) vers un bijou bicolore (or blanc et or jaune), d'un simple anneau à deux anneaux concentriques composés de ces deux couleurs. Certaines alliances ornées de diamant sont plutôt destinées aux femmes.

## Dans les légendes
L'anneau du Nibelung a été offert par Siegfried à Brunehilde en gage d'amour et fidélité. Il s'agit d'un simple anneau d'or.
Dans le Seigneur des Anneaux de J.R.R. Tolkien, récit qui tient plus du conte imaginaire que de la légende à proprement parler, des anneaux symbolisent l'union de peuples (9 pour les Hommes, 7 pour les Nains, 3 pour les Elfes) avec diverses vertus et pouvoirs magiques. Un maître-anneau a été forgé en secret par Sauron, personnage maléfique, en vue de dominer par magie tous les autres anneaux. On peut parler ici d'une autre symbolique, en partie basée sur celle des alliances de mariage, mêlant le pouvoir aux liens entre les porteurs d'anneaux.

## Différents types d'alliances
La joaillerie évoluant d'année en année, il y a de plus en plus d'alliances aux formes nouvelles et différentes. D'origine, l'alliance n'était qu'un simple anneau de section circulaire (ou jonc, en bijouterie) en or ; maintenant, il existe d'autres types d'alliance classique comme :
- Le demi-jonc : alliance classique, il est plat à l'intérieur et arrondi sur la face extérieure ;
- Le jonc parisien : il est plus épais que le demi-jonc classique ;
- Le ruban confort : il est plat avec des bords droits et légèrement bombé sur la surface extérieure.

Ou plus original :
- L'alliance avec des anneaux entrelacés de chaque couleur d'or : il peut être composé de 2 ou 3 anneaux ;
- L'alliance ciselée : elle a des formes variées et peut être torsadée, oblique, avec des bandes parallèles, etc. ;
- L'alliance striée : elle a des lignes très fines sur sa surface ;
- L'alliance sertie de pierres : surtout pour les femmes, elle est sertie de diamants, de rubis, émeraudes ou saphirs.

L'évolution de la mode et la créativité aidant, des bagues en argent, en acier, en platine, en céramique sont également disponibles. Elles peuvent être serties de pierres, ciselées, gravées ou très sobres. Les alliances végétales, en cuir ou en ivoire appartiennent au passé.